# Willy Henneberg
Willy Henneberg (* 7. Mai 1898 in Berlin; † 17. September 1961 ebenda) war ein langjähriger Berliner SPD-Politiker.

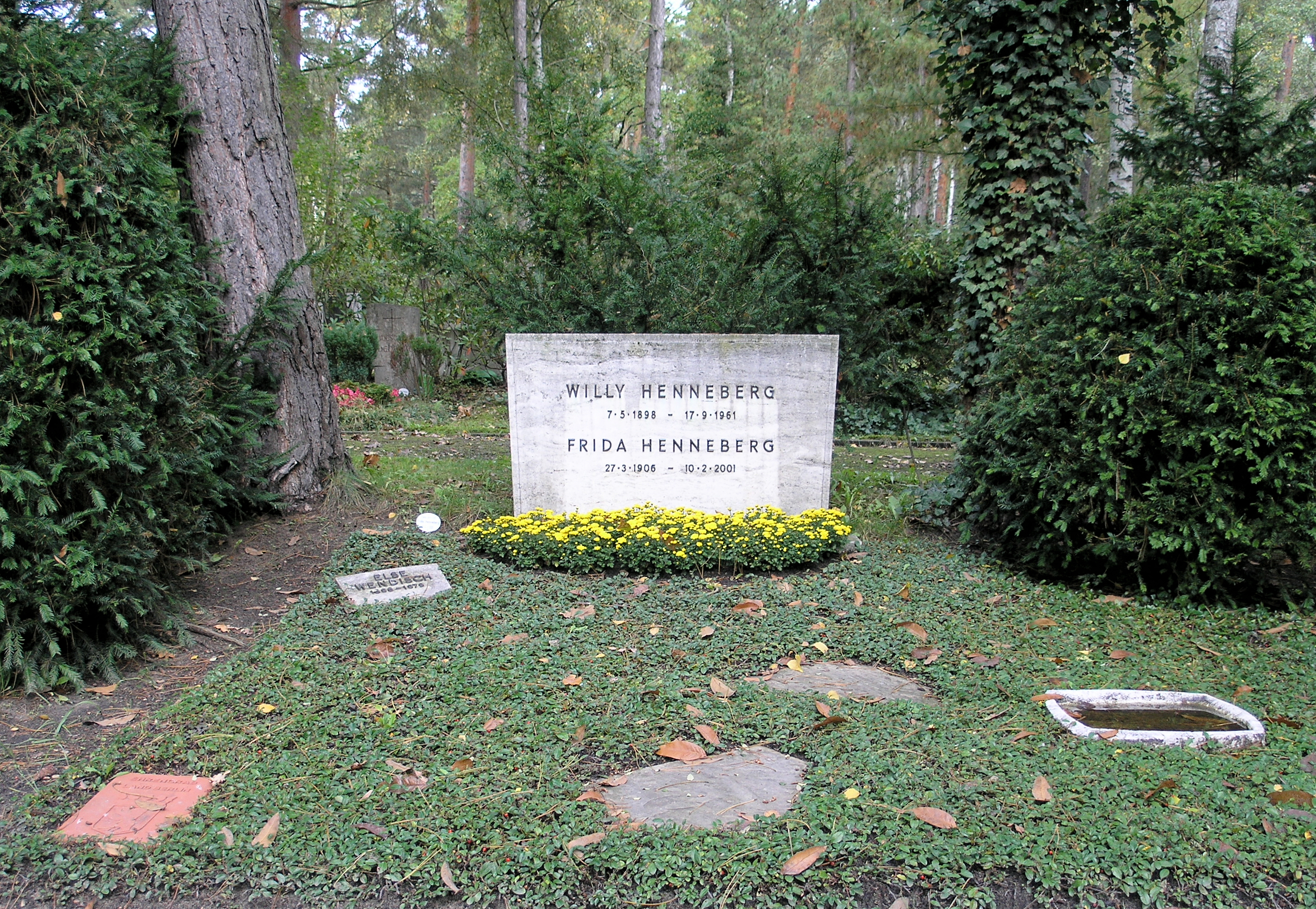
Ehrengrab, Potsdamer Chaussee 75, in Berlin-Nikolassee

Henneberg ging in Berlin-Kreuzberg zur Schule. Nach seiner Lehre im elektrotechnischen Handwerk in Berlin (1912–1916) war er bis zum Ende des Ersten Weltkrieges Soldat. Nach dem Ersten Weltkrieg kehrte er in seinen gelernten Beruf zurück und bestand im Jahre 1922 die Meisterprüfung und drei Jahre später die Abschlussprüfung als Ingenieur an der Gaußschule Berlin. Anschließend arbeitete er in der Elektro-Installationsfirma Brause, die er 1937 übernahm und nach ihrer völligen Zerstörung 1945 wieder aufbaute.

## Politische Karriere
Willy Henneberg trat bereits 1922 in die SPD ein. Nach der Berlinwahl 1948 wurde er Stadtverordneter und drei Jahre später Mitglied des Abgeordnetenhauses von Berlin, zu dessen Präsidenten er am 20. März 1958 einstimmig gewählt wurde.
Als am 17. September 1961 das Abgeordnetenhaus zusammentrat, um die Berliner Abgeordneten für den am gleichen Tag gewählten vierten Deutschen Bundestag zu wählen, brach Henneberg, 63-jährig, während seiner Eröffnungsrede zusammen. Der herbeigerufene Arzt konnte nur noch seinen Tod feststellen. Henneberg wurde nach einem feierlichen Staatsbegräbnis auf dem Waldfriedhof Zehlendorf beigesetzt. Die Grabstätte gehört zu den Ehrengräbern des Landes Berlin.